# Wasabi-No-Ginger
Wasabi-No-Ginger es un superhéroe ficticio que aparece en los cómics estadounidenses publicados por Marvel Comics. Creado por el escritor Chris Claremont y el artista David Nakayama, apareció por primera vez en Big Hero 6 # 1 (septiembre de 2008), un libro sobre un equipo titular de superhéroes en el que Wasabi es miembro.
Wasabi aparece en la película animada de Disney 2014 Big Hero 6 con la voz de Damon Wayans Jr., con Khary Payton en la serie de televisión. En esta versión de él es negro y es una persona inteligente y neurótica. También usa cuchillas de plasma para ayudar a proteger la ciudad.

## Historial de publicaciones
El personaje fue creado por Chris Claremont y David Nakayama y apareció por primera vez en Big Hero 6 # 1 (septiembre de 2008). Él y Fredzilla debían servir como sustitutos de los actuales miembros Sunpyre y Samurái de Ebon.

## Biografía ficticia
Wasabi-No-Ginger es un chef entrenado y miembro de Big Hero 6. Su primera misión con los seis fue enfrentarse a una villana llamada Badgal y sus tres secuaces; Látigo Negro, Bruto y Gunsmith. Una vez más está con sus compañeros, esta vez ayudando a Spider-Man a sacar los satélites del Doctor Octopus. Wasabi y Baymax se lanzan a la batalla, enfrentándose a Everwraith.

## Poderes y habilidades
Wasabi-No-Ginger usa varias espadas para luchar. También puede dar forma a su Qi-Energy, usualmente materializándola como cuchillos de lanzar que pueden paralizar a los oponentes.

## En otros medios

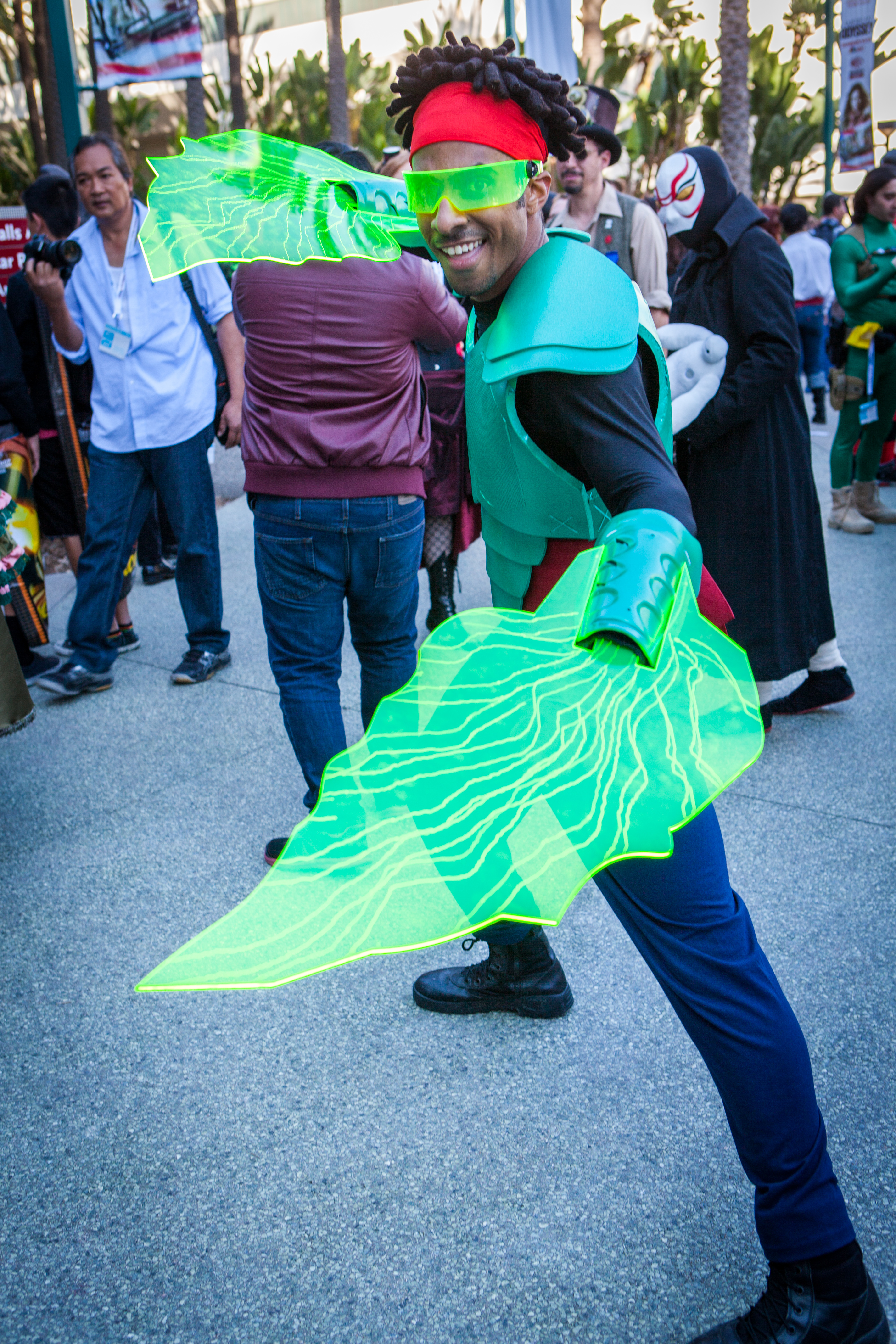
Cosplayer del personaje de la película de Disney en la WonderCon de 2015

### Versión de Disney

#### Película
Wasabi-No-Ginger, rebautizado como Wasabi, aparece en la película de animación 2014, Big Hero 6, con la voz de Damon Wayans Jr.. En la película, el personaje es negro, y está representado como un monstruo limpio, inteligente, ligeramente neurótico, fuertemente construido y un experto en corte por láser en el Instituto de Tecnología de San Fransokyo. Además, según él mismo, su nombre es un apodo que Fred le dio después de que derramó wasabi en su camisa una vez. Sobre el personaje, el codirector Chris Williams dijo: "En realidad, es el más conservador y cauteloso: él [ sic] el más normal entre un grupo de personajes descarados. Así que realmente basa la película en el segundo acto y se convierte, en cierto modo, en la voz de la audiencia y señala que lo que están haciendo es una locura".
Wasabi pasa la mayor parte de la película siguiendo las reglas y viviendo casi con miedo cuando dice: "Hay un lugar para todo y todo está en su lugar". A medida que la película avanza, se vuelve un poco más valiente y aprende a lidiar con la locura de ser un superhéroe. Parece ser el más protector de Hiro, probablemente debido a su amistad fraternal con Tadashi. Wasabi usa un traje de armadura verde que fue construido por Hiro que genera cuchillas de plasma de las muñecas del traje.

#### Televisión
Wasabi aparece en Big Hero 6: The Series, con el personaje interpretado por Khary Payton. En el primer episodio, "Baymax Returns", el repentino cambio de Wasabi de pesimista a valiente durante la batalla se explica por el hecho de que obtiene un alto nivel de adrenalina. A pesar de su personalidad cobarde, se muestra que admira otras armas relacionadas con la espada, incluido el chef de ninja Moamakase, a pesar de que ella intenta usarlas contra él. En "Fred's Bro-Tillion", Wasabi revela que su padre es un ortodoncista. En "Steamer's Revenge", se revela que es alérgico a los perros. De todos sus compañeros de equipo, tiene lo menos en común con Hiro, con quien tuvo dificultades debido a su desorden. Al final de "Killer App", los dos se acercan. En "Something's Fishy", revela que estuvo lleno de ansiedad ante los exámenes durante todo su tiempo en la escuela secundaria. Sin embargo, la serie también muestra momentos de él siendo mucho más confiado e incluso impresionado con ciertas cosas. El único villano del que no parece tener miedo es Momakase, principalmente debido a sus armas similares. También estaba entusiasmado con el hecho de que no solo se recuperó su automóvil del río, sino que también recibió varios dispositivos y actualizaciones. Su auto desafortunadamente, termina siendo golpeado nuevamente en la Bahía de San Fransokyo. En "Fear Not", Wasabi comienza a impartir clases donde se revela que padece de glosofobia. Lo supera al distraer a sus alumnos con Mini-Max. En el final de la temporada 2, se gradúa de SFIT.

#### Videojuegos
Wasabi hace una aparición junto con el resto de Big Hero 6 en Kingdom Hearts III, con Khary Payton retomando su papel.